# Bdelyrus howdeni
Bdelyrus howdeni är en skalbaggsart som beskrevs av Cook 1998. Bdelyrus howdeni ingår i släktet Bdelyrus och familjen bladhorningar. Inga underarter finns listade.